# Friedrich August Tuchmann
Friedrich August Tuchmann (anglisiert Frederick Augustus Tuckman; * 9. Juni 1922 in Magdeburg; † 6. Juli 2017 in Großbritannien) war ein deutsch-britischer Unternehmer und Politiker. Er stammte aus einer Holzhändlerfamilie und lebte seit März 1939 in England. Nach Kriegsdienst und Studium war er zunächst in der Wirtschaft tätig, bevor er von 1979 bis 1989 als britischer Konservativer Mitglied des Europäischen Parlaments (MdEP) war.

## Herkunft und Kindheit
Tuchmann stammte aus einer wohlhabenden jüdischen Familie.
Der Großvater väterlicherseits war Holzhändler, der andere Großvater Börsenmakler in den USA und in Großbritannien. Tuchmanns Vater, Otto Tuchmann (* 2. Oktober 1878 in Dessau; † 16. Januar 1930), war in leitender Stellung in der Holzhandlung tätig und nach dem Tod seiner ersten Frau seit dem 19. September 1921 in zweiter Ehe mit Amy Adler-Weiss (* 9. Dezember 1894; † 26. Oktober 1966) verheiratet. Aus dieser Ehe gingen drei Kinder hervor: Friedrich August und dessen Schwestern Johanna Elisabeth (* 1923) und Lilly Ruth (* 1928), über deren weiteres Schicksal nichts bekannt ist. Der Tod von Otto Tuchmann hatte starke Auswirkungen auf die Lebensverhältnisse der Familie Tuchmann. Amy Tuchmann verkaufte Ende 1932/Anfang 1933 ihr Haus und zog bis zu ihrer Emigration nach England mehrfach um. Die Firma Tuchmann wurde nach der Machtergreifung der Nationalsozialisten bis Ende 1938 arisiert.
In der Folge des Todes des Vaters und der Ereignisse des Jahres 1933 wurde der elfjährige Friedrich August Tuchmann zu einem Onkel nach Hampstead (London) gebracht, wo er auch für ein Jahr die „Hall School“ besuchte.

## Die Jahre 1934 bis 1938
Aufgrund gesundheitlicher Probleme kehrte Tuchmann 1934 zunächst nach Magdeburg zurück und startete dann im gleichen Jahr noch seine Schullaufbahn im Jüdischen Landschulheim Herrlingen, wo er bis zum Jahre 1938 blieb. Tuchmann hatte zwiespältige Erinnerungen an Herrlingen – aus persönlichen Gründen, aber auch aus politischen. Persönlich erlebte er sich in einer fortwährenden Außenseiterrolle: „Für mich war Herrlingen ein Ort, an dem mein Interesse an anderen ständig von Angst beherrscht wurde, denn ich hatte Schwierigkeiten, mit anderen zurecht zu kommen: sie waren oft feindselig zu mir und verhöhnten mich.“
Seine politischen Vorbehalte gelten dem Versuch der Erziehung zu einem bewussten Judentum, wie es Ziel der Schule und ihres Leiters Hugo Rosenthal war. Tuchmann hinterfragt diesen Anspruch: „Ist es Herrlingen nun auch gelungen, uns zu bewußten und bejahenden Juden zu erziehen? In diesem Zusammenhang meine ich mehr die weltliche Sicht. Ja, das ist gelungen, wenn auch nur als negative Selbstverteidigung. Die deutsche Umwelt hat leider nichts anderes zugelassen, es sei denn, wir hätten uns sofort umgebracht. Doch ich fürchte, mit ihrem Ziel, aus uns stolze Juden zu machen, ist die Schule gescheitert.“
Ebenfalls nicht als Erfolgsmodell sieht er die in Herrlingen praktizierte Form der Schülermitbestimmung, deren oberstes Organ der Kahal war. „Der Kahal sollte das Verantwortungsgefühl der Kinder fördern. Seine Mitglieder wurden ernannt, aber die eigentlichen Aufnahmebedingungen sind mir nie ganz klar geworden. Jedenfalls wurden diejenigen auserwählt, die als würdige Bürger erachtet Wurden. So weit habe ich es nie gebracht. Ein anderes Herrlinger Thema war die Verantwortung für die Gemeinschaft und dafür war der Kahal der Schlüsselexponent. Nach meiner Meinung wäre es genauso gut ohne den Kahal, auf natürliche Weise, gegangen.“
Auch ein weiterer Eckpfeiler der Herrlinger Erziehung, der Zionismus, ist für ihn kein Erfolgsmodell. Zu ihm fühlt er sich durch die Herrlinger Erziehung offenbar nicht erfolgreich erzogen: „Sind wir in Herrlingen Zionisten geworden? Für mich ist Israel ein Land mit einigen vertrauten Zügen. In dieses Land auszuwandern, würde so viel bedeuten, wie von Deutschland nach England zu emigrieren: da sind einmal die Sprachbarrieren, und da ist zum anderen der Ausblick. Außerdem fühle ich mich nicht als Teil des Landes. Dennoch: für mich ist es wichtig, daß Israel überlebt, und ich hoffe, daß es – im Gegensatz zu dem fortwährenden Kriegszustand – letztlich einen freundschaftlichen und konstruktiven Weg mit seinen Nachbarn finden wird. Unglücklicherweise scheint Israel diese Chance nicht zu haben.“
Mit wenig überschäumenden Gefühlen verließ Tuchmann also 1938 Herrlingen. Das Jahr scheint für ihn, dessen Mutter 1937 von Magdeburg nach Berlin gezogen war, sehr turbulent verlaufen zu sein. Er war für kurze Zeit Schüler an der Jüdischen Handelsschule in Berlin, der Hodheim-Schule der jüdischen Reformgemeinde, bevor er zum Lehrgut Groß Breesen wechselte. Nach dem SS-Überfall auf das Gut kehrte er im November 1938 nach Berlin zurück.

## Erste Ausbildung in Großbritannien und Militärzeit
Im März 1939 erfolgte die abermalige Übersiedelung nach London, wo Tuchmann, wie schon bei seinem ersten Aufenthalt, bei seinem Onkel in Hampstead wohnte. Er besuchte nun das „Pitman's College“, eine Art Höherer Handelsschule, benannt nach Isaac Pitman, dem Vater der englischen Kurzschrift. Nach dem Ausbruch des Zweiten Weltkriegs wurde er zusammen mit dem College nach Kettering (Northamptonshire) evakuiert. Mit Unterstützung seines Onkels setzte er seine Ausbildung danach in Bedford fort und arbeitete als Management-Trainee in Hotelküchen.
Tuchmann ließ sich als britischer Staatsbürger naturalisieren und meldete sich 1942 als Freiwilliger zur Royal Air Force (RAF). Er wurde zum Radartechniker ausgebildet und konnte später, noch während seiner Militärzeit, in der beruflichen Bildung arbeiten. Im Oktober 1946 wurde er demobilisiert.

## Studium und berufliche Karriere in der Wirtschaft
Tuchmann startete seine Nachkriegskarriere mit einem Studium an der London School of Economics and Political Science (LSE), die er von 1946 bis 1949 besuchte. 1949 ließ er seinen Namen ändern und wurde so zu Frederick (Fred) Tuckman. Der Besuch der LSE scheint auch eine nachhaltige Veränderung seiner politischen Einstellungen bewirkt zu haben: Er habe sie als Fabianer betreten und als Konservativer verlassen. Er wurde Mitglied des konservativen Think tanks Bow Group.
Nach seinem Studienabschluss startete Tuckman seine Karriere in der Wirtschaft. Er arbeitete für Marks & Spencer und ein weiteres Unternehmen, bevor er Partner des Consultingunternehmens Hays Group wurde. Für dieses Unternehmen arbeitete er in Südafrika und von 1970 bis 1980 in Frankfurt am Main. Parallel dazu war er von 1973 bis 1981 auch noch für ein finnisches Unternehmen tätig.

## Politische Karriere
Parallel zu seiner wirtschaftlichen Karriere betrieb Tuckman seine politische Karriere. von 1958 bis 1989 war er ehrenamtlicher Sekretär der schon erwähnten Bow Group, und von 1965 bis 1971 war er Stadtrat des London Borough of Camden. Bei den ersten direkten Wahlen für das Europäische Parlament im Jahre 1979 gewann er den Wahlkreis Leicestershire für die Tories. Der Autor N.J. Crowson fasst in seinem Buch The Conservative Party and European Integration Since 1945: At the Heart of Europe? Tuckmans in einem Interview auf die Frage „Was macht ein Mitglied des Europäischen Parlaments?“ 1983 gegebene Antwort wie folgt zusammen: „Fred Tuckmans Antwort war, dass er seine wichtigsten Funktionen darin sah, Meinungen zu beeinflussen und zu gestalten, die Fähigkeit, sich mit anderen Mitgliedsstaaten darauf zu einigen, den ‚unausbleiblichen‘ Bürokratie-Tendenzen der EWG entgegenzuwirken und‚ zu zeigen, dass ein guter Europäer zu sein und britisch zu klingen kein Widerspruch ist‘.“ Der Autor weist darauf hin, dass die Zeitschrift, die dieses Interview geführt habe, es zum Anlass genommen habe, in einem Artikel auf die Absicht des Abgeordneten hinzuweisen, seine eigene Vorstellung vom Scheitern des Europäischen Parlaments in das Bewusstsein der britischen Wählerschaft zu projizieren. Der Ton des Artikels sei hinsichtlich der Beziehungen Großbritanniens zu Europa ziemlich negativ gewesen.
Im Europäischen Parlament wurde Tuckman zum Sprecher der Konservativen für Sozial- und Beschäftigungsangelegenheiten gewählt. 1989 setzte der Sieg der Labour Party seinem Parlamentarierleben ein Ende. Er war danach noch von 1989 bis 1995 Präsident der Anglo-Jewish Association. 1993 schrieb das AJR Information, das Mitteilungsblatt der The Association of Jewish Refugees: „‚Politiker‘ hat heutzutage eine herabwürdigende Konnotation, meilenweit entfernt von Aristoteles' zoon politikon (d. h. Person, die sich an staatsbürgerlichen Angelegenheiten beteiligt). Fred Tuckman, OBE, ist die Art von Person, die der Politik einen guten Namen gibt.“ Das Verbraucher-Magazin „Which?“, aus dem N.J. Crowson Tuckmans Auffassung eines britischen Europapolitikers zitiert hat, hätte sich dieser Einschätzung vermutlich nicht angeschlossen.

## Ehrungen
Tuckman war seit 1990 Träger des Order of the British Empire. Dass er auch Träger des Großen Verdienstkreuzes sei, ist nicht belegt.

## Heinz Erich Tuchmann
Es wurde oben schon erwähnt, dass Friedrich August Tuchmann der Sohn Otto Tuchmanns aus dessen zweiter Ehe war. Otto Tuchmanns erste Frau war Gertrud Eisenberg (* 11. Dezember 1884 in Hofgeismar). Die beiden waren seit dem 11. Januar 1907 verheiratet, und aus dieser Ehe ging der am 18. Januar 1911 geborene Heinz Erich Tuchmann hervor. Gertrud Tuchmann starb zwei Monate nach dessen Geburt am 24. März 1911.
In Folge des Tods der Mutter verbrachte Heinz Erich seine ersten Lebensjahre im Hause seiner Großeltern in Erfurt. Als der Großvater 1917 starb, kehrte er nach Magdeburg zurück und besuchte hier ab 1922 die Schule. Er setzte seine Schulausbildung später in einem Internat in Zuoz in der Schweiz fort.
Heinz Erich Tuchmann, der beim Tode seines Vaters, 1930, neunzehn Jahre alt war, trat nicht in das Familienunternehmen ein, sondern absolvierte eine Ausbildung in Fürth und Marktredwitz. Sein weiterer Lebensweg ist nicht eindeutig geklärt. Vermutlich ging er Ende 1933 in die Schweiz, 1934 könnte er sich in Mailand aufgehalten haben, und für 1941 gibt es eindeutige Hinweise auf seinen Aufenthalt in Zagreb. Ab 1942 hielt er sich offenbar in Padua auf.
Das Leben in Italien war für Tuchmann relativ sicher, da unter Benito Mussolini noch keine aktive Judenverfolgung betrieben wurde. Das änderte sich  im September 1943 mit der deutschen Besetzung Roms, wohin es Tuchmann  vermutlich über Padua verschlagen hatte. Nach dem Attentat in der Via Rasella vom 23. März 1944, bei dem eine römische Gruppe der italienischen Resistenza 33 Angehörige des Polizeiregiments "Bozen" getötet hatte, sollten als Vergeltungsaktion für jeden getöteten Deutschen noch am gleichen Tag zehn Italiener erschossen werden. Als nicht genügend politische Gefangene als Todeskandidaten ausgemacht werden konnten, führte Herbert Kappler, SS-Obersturmbannführer, jüdische Gefangene, die der Deportation bisher entgangen waren, dem Erschießungskommando zu. Eines der 75 jüdischen Opfer war Heinz Erich Tuchmann, der zu diesem Zeitpunkt bereits in Haft gewesen sein muss. Der Ort der Exekution sind die ardeatinischen Höhlen in der Nähe Roms, die Kommandeure der Exekution die Hauptsturmführer Karl Schütz und Erich Priebke.